# 올루바요 아데페미
올루바요 아데페미(Olubayo Adefemi, 1985년 8월 13일 ~ 2011년 4월 18일)는 나이지리아의 전 축구 수비수이다.
2001년 나이지리아의 벤델 인슈어런스 FC에서 데뷔했으며, 이후 델타 포스 FC를 거쳐 2004년 이스라엘의 하포엘 예루살렘 FC로 이적해 활약하였다. 그 뒤 하포엘 텔아비브 FC, 하코아 아미다르 라마트간 FC, 하포엘 브네이 로드 FC를 거쳐 2008년 루마니아의 FC 라피드 부쿠레슈티로 팀을 옮겼으며, 이후 SC 라인도르프 알타흐, US 불로뉴를 거쳐 2010년부터 그리스의 스코다 크산티 FC 소속으로 뛰었다.
또한 나이지리아 U-20 국가대표팀의 일원으로 활약하기도 했으며, 2005년 FIFA 세계 청소년 축구 선수권 대회 당시 모로코와의 4강전에서 팀의 두 번째 골을 기록하는 등 팀이 준우승을 차지하는 데 크게 기여했다. 이후 나이지리아 U-23 국가대표팀 소속으로 2008년 하계 올림픽에 참가해 벨기에와의 4강전에서 선제골을 기록하는 등 팀이 은메달을 따는 데 크게 공헌했으며, 2009년 5월 29일 아일랜드와의 경기에서 나이지리아 국가대표팀에 정식으로 데뷔하였다.
2011년 4월 18일 그리스 카발라 인근 도로에서 자가용을 타고 결혼식의 세부 일정을 처리하러 이동하던 도중 가드레일을 들이받는 교통사고를 당해 사망했다.